# JUST ILLUSION
『JUST ILLUSION』（ジャスト・イリュージョン）は、T-BOLANの3枚目のシングル。

## 制作、音楽性
表題曲の「JUST ILLUSION」は、テレビ朝日系木曜ドラマ『真夜中は別の顔』挿入曲に使用され、女優の高樹沙耶が作詞を手がけている。2023年現在、この曲がアルバムに収録されているのは、『BABY BLUE』と『T-BOLAN COMPLETE SINGLES 〜SATISFY〜』の2作のみである。
カップリング「Teenage Blue」は、アルバム『夏の終わりに 〜Acoustic Version〜』にアコースティックバージョンとして収録された。

## 収録曲
| 全編曲: 明石昌夫。 |                   |           |           |      |
| #                  | タイトル          | 作詞      | 作曲      | 時間 |
| 1.                 | 「JUST ILLUSION」 | 高樹沙耶  | 織田哲郎  | 4:26 |
| 2.                 | 「Teenage Blue」  | 森友嵐士  | 森友嵐士  | 4:39 |
| 合計時間:          | 合計時間:         | 合計時間: | 合計時間: | 9:05 |

## 楽曲の収録アルバム
- BABY BLUE (#1)
- 夏の終わりに 〜Acoustic Version〜 (#2、アコースティック・バージョン)
- LEGENDS (#2)
- ADDITIONAL DISC (#2)
- T-BOLAN 〜夏の終わりに BEST〜 LOVE SONGS+1 & LIFE SONGS (#2、アコースティック・バージョン)
- T-BOLAN COMPLETE SINGLES 〜SATISFY〜 (#1)

### コンピレーションアルバム
- 『真夜中は別の顔オリジナルサウンドトラック』[注釈 1](#1) -  1992年2月25日発売/TKCA-30515/徳間ジャパンコミュニケーションズ